# Scio, Ohio
Scio là một làng thuộc quận Harrison, tiểu bang Ohio, Hoa Kỳ. Năm 2010, dân số của làng này là 763 người.

## Dân số
- Dân số năm 2000: 799 người.
- Dân số năm 2010: 763 người.